# موسى فال
موسى فال (بالفرنسية: Moussa Fall)‏ هو منافس ألعاب قوى سنغالي، ولد في 28 أغسطس 1963 في سانت لويس في السنغال.

## وصلات خارجية
- موسى فال على موقع الاتحاد الدولي لألعاب القوى (الإنجليزية)
- موسى فال على موقع أوليمبيديا (الإنجليزية)